# Ruellia tuberosa
La Ruellia tuberosa, és una espècie d'angiosperma de la família de les acantàcies. Es pot trobar de manera nativa a l'Amèrica Central, encara que actualment s'ha naturalitzat a molts països tropicals del sud i sud-est asiàtic.
Algunes espècies de papallones, com la junonia lemonias o la junonia genoveva, s'alimenten de les fulles d'aquesta planta.

## Descripció i propietats
És una petita planta biennal d'arrels tuberoses fusiformes gruixudes i de flors violetes en forma d'embut. El fruit és d'uns dos centímetres i conté una càpsula llarga sèssil amb 20 llavors.
La Ruellia tuberosa es pot trobar en ambients humits i ombrívols, però creix preferentment als herbassars i a les vores de les carreteres, sovint com a mala herba en camps de conreu, i també en hàbitats xeròfils i ruderals.
En la medicina popular i en l'aiurveda es creu ser diürètica, antidiabètica, antipirètica, analgèsica, antihipertensiva i gastroprotectora, i s'ha fet servir per a tractar la gonorrea.